# Ligist
Ligist là một đô thị thuộc huyện Voitsberg thuộc bang Steiermark, nước Áo. Đô thị Ligist có diện tích 34,63 km², dân số thời điểm cuối năm 2005 là 3226 người.